# Première circonscription de Wenago
La première circonscription de Wenago est une des 121 circonscriptions législatives de l'État fédéré des nations, nationalités et peuples du Sud, elle se situe dans la Zone Gedeo. Son représentant actuel est Habtamu Gobena Boneya.